# بوب بيريل
بوب بيريل (بالإنجليزية: Bob Birrell)‏ (6 أكتوبر 1890 في المملكة المتحدة - 23 يناير 1956) هو لاعب كرة قدم بريطاني في مركز الظهير. لعب مع نادي سانت ميرين.